# Groupe ibibio-efik
Cet article concerne les parlers ibibio-efik. Pour les peuples ibibio et efik, voir Ibibio (peuple) et Efik (peuple).
Le groupe ibibio-efik est un continuum linguistique parlé au Nigéria.

## Classification
Le groupe est classé parmi les langues cross river des langues nigéro-congolaises.
Le SIL International, organisme chargé de l'attribution des codes ISO 639-3, a créé dans sa base de données linguistiques Ethnologue une sous-famille Efik qui comprend quatre variétés : 
- anw: l'anaang
- efi: l'efik
- ibb: l'ibibio
- ukg: l'ukwa

La base de données linguistique Glottolog classe les mêmes variétés dans la sous famille Efik-Ibibio.